# Czerhanówka
Czerhanówka (ukr. Черганівка) – wieś na Ukrainie, w obwodzie iwanofrankiwskim, w rejonie kosowskim.

## Urodzeni
Myrosław Wołoszczuk — ukraiński historyk, profesor.